# Adrián Szőke
Adrián Szőke (Senta, 1º luglio 1998) è un calciatore ungherese con cittadinanza serba, centrocampista svincolato.

## Caratteristiche tecniche
È un trequartista.

## Carriera
Cresciuto nel settore giovanile del Colonia, ha debuttato con la seconda squadra del club tedesco il 20 maggio 2017 disputando l'incontro di Fußball-Regionalliga perso 2-1 contro l'Alemannia Aquisgrana.
Il 7 luglio 2019 è stato acquistato dall'Heracles Almelo.

## Statistiche
Statistiche aggiornate al 18 agosto 2019.

### Presenze e reti nei club
| Stagione               | Squadra                | Campionato             | Campionato | Campionato | Coppe nazionali | Coppe nazionali | Coppe nazionali | Coppe continentali | Coppe continentali | Coppe continentali | Altre coppe | Altre coppe | Altre coppe | Totale | Totale | Totale |
| Stagione               | Squadra                | Comp                   | Pres       | Reti       | Comp            | Pres            | Reti            | Comp               | Pres               | Reti               | Comp        | Pres        | Reti        | Pres   | Reti   |        |
| ---------------------- | ---------------------- | ---------------------- | ---------- | ---------- | --------------- | --------------- | --------------- | ------------------ | ------------------ | ------------------ | ----------- | ----------- | ----------- | ------ | ------ | ------ |
| 2016-2017              | Colonia II             | RL                     | 1          | 0          |                 | -               | -               |                    | -                  | -                  |             | -           | -           | 1      | 0      |        |
| 2017-2018              | Colonia II             | RL                     | 21         | 3          |                 | -               | -               |                    | -                  | -                  |             | -           | -           | 21     | 3      |        |
| 2018-2019              | Colonia II             | RL                     | 29         | 12         |                 | -               | -               |                    | -                  | -                  |             | -           | -           | 29     | 12     |        |
| Totale Unterhaching    | Totale Unterhaching    | Totale Unterhaching    | 51         | 15         |                 | -               | -               |                    | -                  | -                  |             | -           | -           | 51     | 15     |        |
| 2019-2020              | Heracles Almelo        | E                      | 10         | 0          | CO              | 0               | 0               |                    | -                  | -                  |             | -           | -           | 10     | 0      |        |
| 2020-2021              | Heracles Almelo        | E                      | 19         | 1          | CO              | 2               | 2               |                    | -                  | -                  |             | -           | -           | 21     | 3      |        |
| 2021-2022              | Heracles Almelo        | E                      | 10+1       | 0          | CO              | 1               | 0               |                    | -                  | -                  |             | -           | -           | 12     | 0      |        |
| Totale Heracles Almelo | Totale Heracles Almelo | Totale Heracles Almelo | 39+1       | 1+0        |                 | 3               | 2               |                    | -                  | -                  |             | -           | -           | 43     | 3      |        |
| 2022-gen. 2023         | Diósgyőr               | NB1                    | 14         | 2          | CU              | 1               | 0               |                    | -                  | -                  |             | -           | -           | 15     | 2      |        |
| gen.-giu. 2023         | TSC Bačka Topola       | SL                     | 4          | 0          |                 | -               | -               |                    | -                  | -                  |             | -           | -           | 4      | 0      |        |
| Totale carriera        | Totale carriera        | Totale carriera        | 109        | 18         |                 | 4               | 2               |                    | -                  | -                  |             | -           | -           | 113    | 20     |        |